# 자이코지역
자이코지역(일본어: 財光寺駅)은 일본 미야자키현 휴가시에 있는 규슈 여객철도 닛포 본선의 역이다. 단선 승강장 1면 1선의 구조를 지닌 지상역이다.

## 이용 현황
| 연도     | 하루 평균 승차 인원 |
| 2002년도 | 219                 |
| 2004년도 | 238                 |
| 2005년도 | 265                 |
| 2006년도 | 269                 |
| 2007년도 | 272                 |
| -------- | ------------------- |

## 역 주변
- 미야자키 은행 · 미야자키타이요 은행 · JA 휴가 자이코지 지점
- 자이코지 쇼핑센터
- 휴가 나들목
- 휴가 시 오쿠라가하마 종합 공원 야구장
- 사우스 타운 휴가 쇼핑센터
- 국도 제10호선

## 인접 정차역
| 닛포 본선          | 닛포 본선   | 닛포 본선                    |
| ------------------ | ----------- | ---------------------------- |
| 휴가시 고쿠라 방면 | ■ 닛포 본선 | 미나미휴가 가고시마추오 방면 |